# University of Brighton

Logo

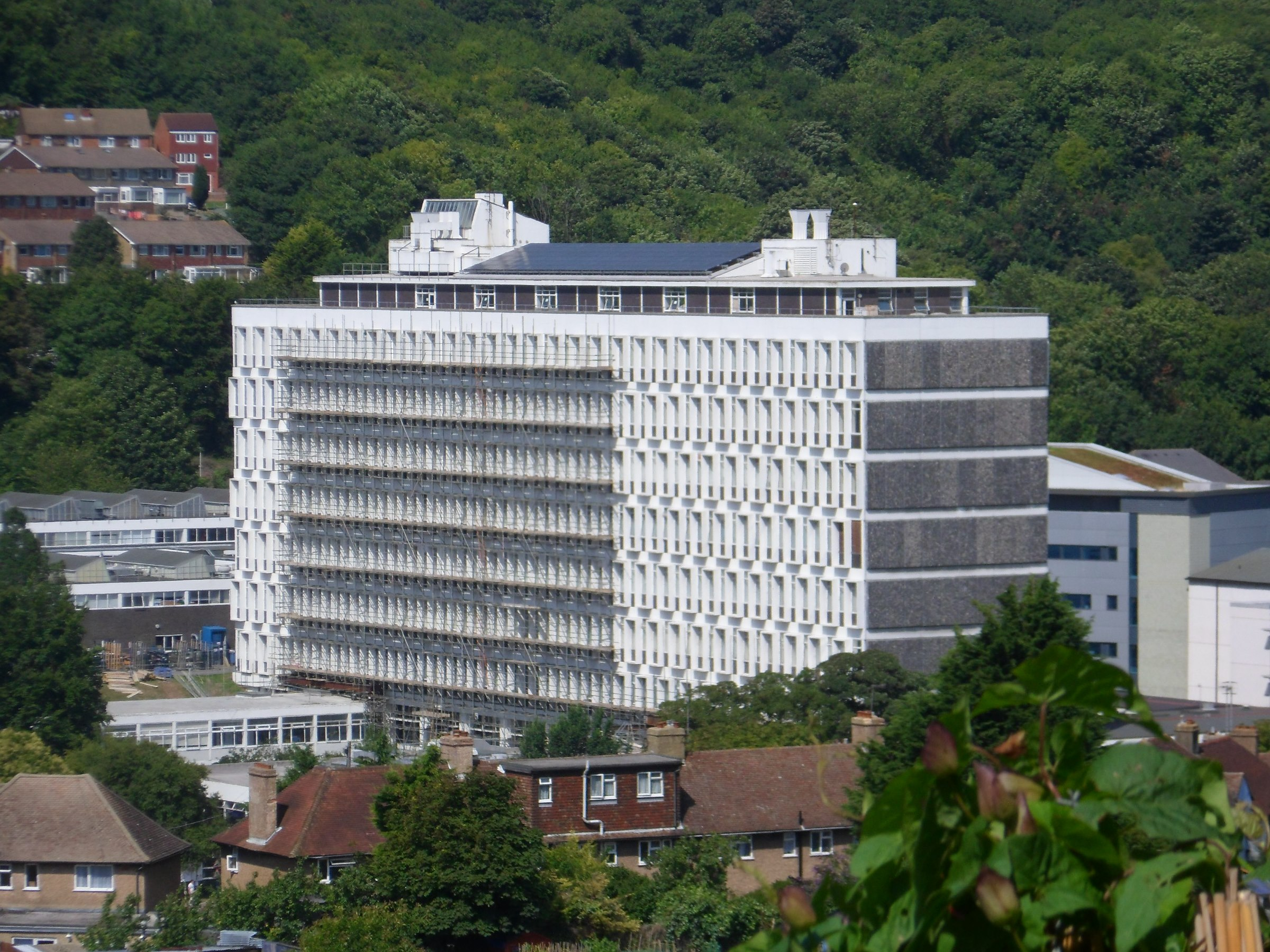
Das Polytechnikum ist eine der Vorgängereinrichtungen der Universität Brighton

Die Universität Brighton (englisch University of Brighton) ist eine englische Universität. An den Standorten in Brighton und Eastbourne lernen rund 18.000 Studenten. Die Universität mit 2.400 Mitarbeiter wird von Vizekanzlerin Debra Humphris geleitet. 
Die 1992 gegründete Universität sieht sich in Traditionen aus der Mitte des 19. Jahrhunderts. Die Kunstschule wurde im Januar 1859 in der Küche des Royal Pavilion gegründet und ist heute der älteste Teil der heutigen Universität.
Die Universität gliedert sich in:
- School of Applied Sciences
- School of Architecture, Technology and Engineering
- School of Art and Media
- School of Business and Law
- School of Education
- School of Humanities and Social Science
- School of Sport and Health Sciences
- Brighton Doctoral College
- Brighton and Sussex Medical School (mit University of Sussex)
- Brighton Student Skills Hub (Sprachkurse zur Vorbereitung)

## Personen
An der Universität lehren bzw. lehrten unter anderem Brian Bates, Marina Novelli, Annebella Pollen, Peter Squires und Emma Stibbon.
Hier oder an den Vorgängereinrichtungen studierten zum Beispiel Paddy Considine, Emily Gravett, Sam Irons, Simon Kernick, Akira Kuroda, Alison Lapper, John Pasche, Philip Reeve und Rachel Whiteread.